# Римутака (тунел)
Вижте пояснителната страница за други значения на Римутака.
Тунелът „Римутака“ (на английски: Rimutaka Tunnel) е железопътен тунел на Северния остров на Нова Зеландия с дължина 8798 m.
Той е вторият по дължина железопътен тунел в страната след тунела „Каимаи“.